# Michael Schecker
Michael Schecker (* 4. September 1944) ist ein deutscher Sprachwissenschaftler (Sprachwissenschaft des Deutschen) und Neurolinguist, der sich insbesondere mit kognitiver Linguistik sowie mit kognitiven Abbauphänomenen (Demenzen, Alzheimer-Krankheit) und mit kindlichen Entwicklungsstörungen befasste (SLI, ADHS, ASD, kindliche Depressionen). In Deutschland war Michael Schecker an der Entwicklung und Etablierung des akademischen Berufsbildes ‚Klinische Linguistik/Sprachtherapie’ beteiligt. In Freiburg gehörte er zu den ‚Gründungsvätern‘ des interdisziplinären „Zentrums für Neurowissenschaften“ (ZfN) und der trinationalen neurowissenschaftlichen Vernetzung am Oberrhein („Neuroscience in Freiburg“, „Neurex“).

## Leben und Wirken
Michael Schecker studierte in Köln, München und Freiburg Philosophie, Neuere deutsche Literaturwissenschaft und Sprachwissenschaft des Deutschen. Nach dem Staatsexamen (Fächer Deutsch und Philosophie) promovierte er in einem Grenzgebiet zwischen Literaturwissenschaft und Sprachwissenschaft und habilitierte in Sprachwissenschaft des Deutschen mit der Arbeit "Kommunikative Aspekte grammatischen Wandels" (Venia legendi in Germanische Philologie).
Von 1980 bis 1982 lehrte er germanistische Sprachwissenschaft an der Universität Rennes 2 in Frankreich. 1983 folgte ein Forschungsaufenthalt am Institut für Deutsche Sprache in Mannheim und anschließend eine mehrjährige Lehrtätigkeit an der Schule für Logopäden, Freiburg. 1996 erhielt Schecker eine Professur in Germanische Philologie an der Albert-Ludwigs-Universität Freiburg, Schwerpunkt Sprachwissenschaft des Deutschen – Neurolinguistik. Dort übernahm er bis 2014 die Leitung des Neurolinguistischen Labors (NLL) Freiburg, das derzeit zum Forschungsbereich "Kognitive und Klinische Neurowissenschaften" der Universitätskliniken Freiburg gehört. Seit 2015 ist Schecker im Ruhestand, aber zugleich noch als ‚Gastwissenschaftler‘ an der ‚Kinder- und Jugendpsychiatrie‘ der Universitätskliniken Freiburg tätig.
Schecker war unter anderem Mitantragsteller zum Freiburger Forschungsschwerpunktprogramm „Entwicklung und Abbau exekutiver Funktionen“, zum EU-Netzwerk „Control and Selection: Executive Abilities in Central Auditory Processing“ und zum interdisziplinären Landesforschungsschwerpunkt „Intersubjektive Konstruktion und sprachliche Kodierung von Schmerz“.
Er ist/war Mitglied der Deutschen Gesellschaft für Sprachwissenschaft, der französischen Association des germanistes de l'enseignement superieur, der Gesellschaft für Kognitionswissenschaft, der Gesellschaft für Aphasieforschung und -behandlung GAB sowie des deutschen Bundesverbands Klinische Linguistik BKL. Er ist wissenschaftliches Mitglied des Frankreichzentrums der Universität Freiburg, der interdisziplinären "Neurowissenschaftlichen ArbeitsGemeinschaft" der Universität Freiburg und der NEUREX ("the Neuroscience network in the upper Rhine valley"). Schließlich ist er Gründungsmitglied der "Oberrheinischen Arbeitsgemeinschaft 'Kognition'" (unter EUCOR) der Universitäten Basel, Freiburg und Strasbourg und des „Zentrum für Neurowissenschaften“ (ZfN) der Universität Freiburg.
Schecker ist/war darüber hinaus Beiratsmitglied der Neurolinguistik – Zeitschrift für Aphasieforschung und -therapie (im HochschulVerlag Freiburg), der Reihe Eurogermanistik – Europäische Studien zur deutschen Sprache (Stauffenburg-Verlag Tübingen) und Mitherausgeber der Publikationsreihe cognitio – Kognitions- und neurowissenschaftliche Beiträge zur natürlichen Sprachverarbeitung, jetzt (2015) beim Peter Lang Verlag.

## Auszeichnungen
- 1983: Forschungspreis der Agentur für Medienkunde und angewandte Sprachwissenschaft (AMAS, Quorum Berlin).
- 1995: Verleihung der Universitätsmedaille der Universität Nancy, Frankreich
- 1998: Memory-Preis der Gesellschaft für Gedächtnisrehabilitation – für Studien zum Sprachabbau bei Alzheimer'scher Erkrankung[17][18]
- 2004: Festschrift Sprache interdisziplinär (Cognitio 14, Lang-Verlag, ISBN 978-3-631-56606-0) zum 60. Geburtstag
- 2017: Festschrift „Neurolinguistik, Klinische Linguistik, Sprachpathologie“ zum 70. Geburtstag[19]

## Schriften (Auswahl)
Selbständige Publikationen
- Ästhetische Semantik – Versuche zu einer theoretischen Literaturwissenschaft. Peter Lang, Frankfurt am Main u. a. 1977, ISBN 3-261-01985-9.
- Kommunikative Aspekte grammatischen Wandels. Hochschulschriften. Freiburg i.Br. 1991.[20]
- mit G. Kochendörfer: Schizophrenie, Psychopharmaka, Stottern – Ansätze zu einer Erklärung und Simulation von Neuroleptika. Hochschulverlag, Freiburg 1998, ISBN 3-8233-5730-1.
- mit Gabriele Möller und Christiane Weber: Defizite der Sprachverarbeitung und gestörtes Gesprächsverhalten bei psychisch kranken Kindern. Narr, Tübingen 2000, ISBN 3-8233-5732-8.

Herausgebertätigkeit
- Methodologie der Sprachwissenschaft. Hoffmann u. Campe, Hamburg 1976, ISBN 3-455-09196-2.
- Theorie der Argumentation. Narr, Tübingen 1977, ISBN 3-87808-076-X.
- Fragen und Fragesätze im Deutschen. Stauffenburg, Tübingen 1995, ISBN 3-86057-369-1.
- Wortfindung und Wortfindungsstörungen. Narr, Tübingen 2002, ISBN 3-8233-5738-7.
- mit P. Wunderli: Textgrammatik. Niemeyer, Tübingen 1975, ISBN 3-484-22016-3.
- mit J. Dittmann und R. Marten: Gegenstand und Wahrheit. Sprachphilosophische und wissenschaftstheoretische Grundlagenstudien zur Linguistik. Narr, Tübingen 1976, ISBN 3-87808-059-X.
- mit H. Kindt: Sprache und Schizophrenie. Hochschulverlag, Freiburg 1998, ISBN 3-8107-6701-8.
- mit G. Kleiber, G. Kochendörfer und M. Riegel: Kognitive Linguistik und Neurowissenschaften. Narr, Tübingen 1999, ISBN 3-8233-5734-4.
- mit Chr. Hock und M. Hüll: Die Alzheimer-Krankheit. Narr, Tübingen 2000, ISBN 3-8233-5736-0.
- mit D. Veith: „Beschreiben“ und „Erklären“ in der Klinischen Linguistik. Narr, Tübingen 2002, ISBN 3-8233-5739-5.
- mit S. Adam und D. Jacob: Informationsstrukturen in Kontrast – Strukturen, Kompositionen und Strategien. Lang-Verlag, Frankfurt am Main 2015, ISBN 978-3-631-66301-1, doi:10.3726/978-3-653-05534-4.

Schriftenverzeichnis
Letzte Veröffentlichungen